# Macromitrium clavatum
Macromitrium clavatum är en bladmossart som beskrevs av W. P. Schimper och Abel Joel Grout 1944. Macromitrium clavatum ingår i släktet Macromitrium och familjen Orthotrichaceae. Inga underarter finns listade i Catalogue of Life.